# Micromys pygmaeus
Micromys pygmaeus — вид ссавців з родини мишевих. Ареал: Китай, Індія, М'янма.

## Таксономічні примітки
Вид відділено від M. erythrotis.